# Placentazione
In botanica, si definisce placentazione la disposizione degli ovuli nella cavità dell'ovario delle angiosperme. Il numero di placente è, in generale, uguale al numero di carpelli che formano l'ovario. In certi casi, tuttavia, può atrofizzarsi qualcuna delle placente e un ovario pluricarpellare arriva così a contenere un solo ovulo, come per esempio nelle graminee (Poaceae) e le composite (Asteraceae).

## Tipi di placentazione

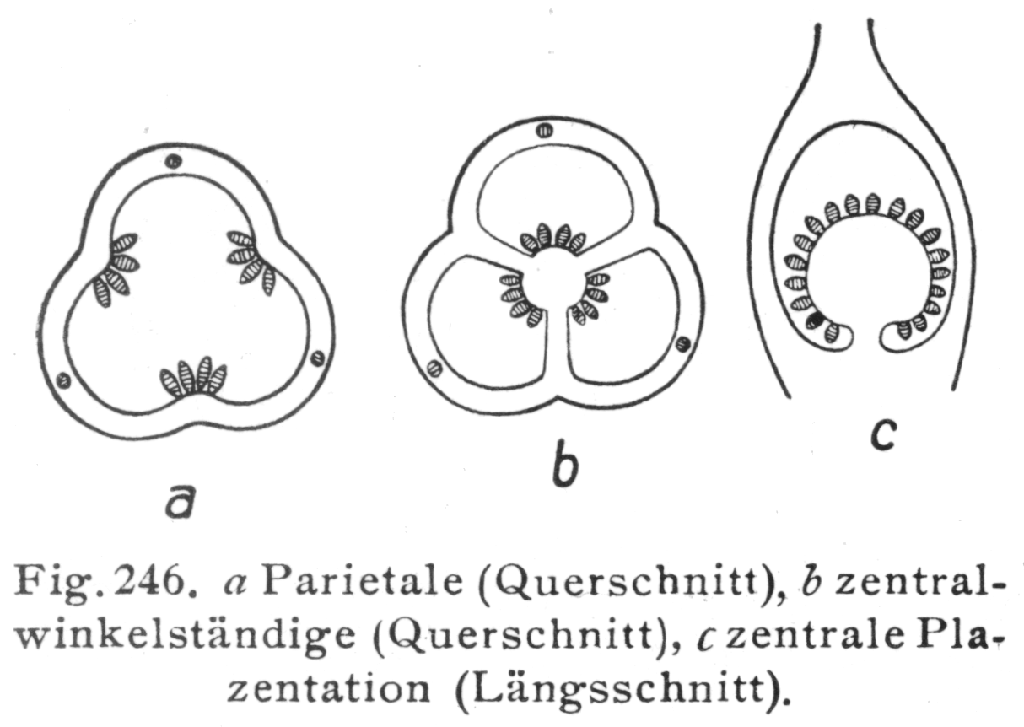
Tipi di placentazione: (a) parietale, (b) ascellare e (c) centrale

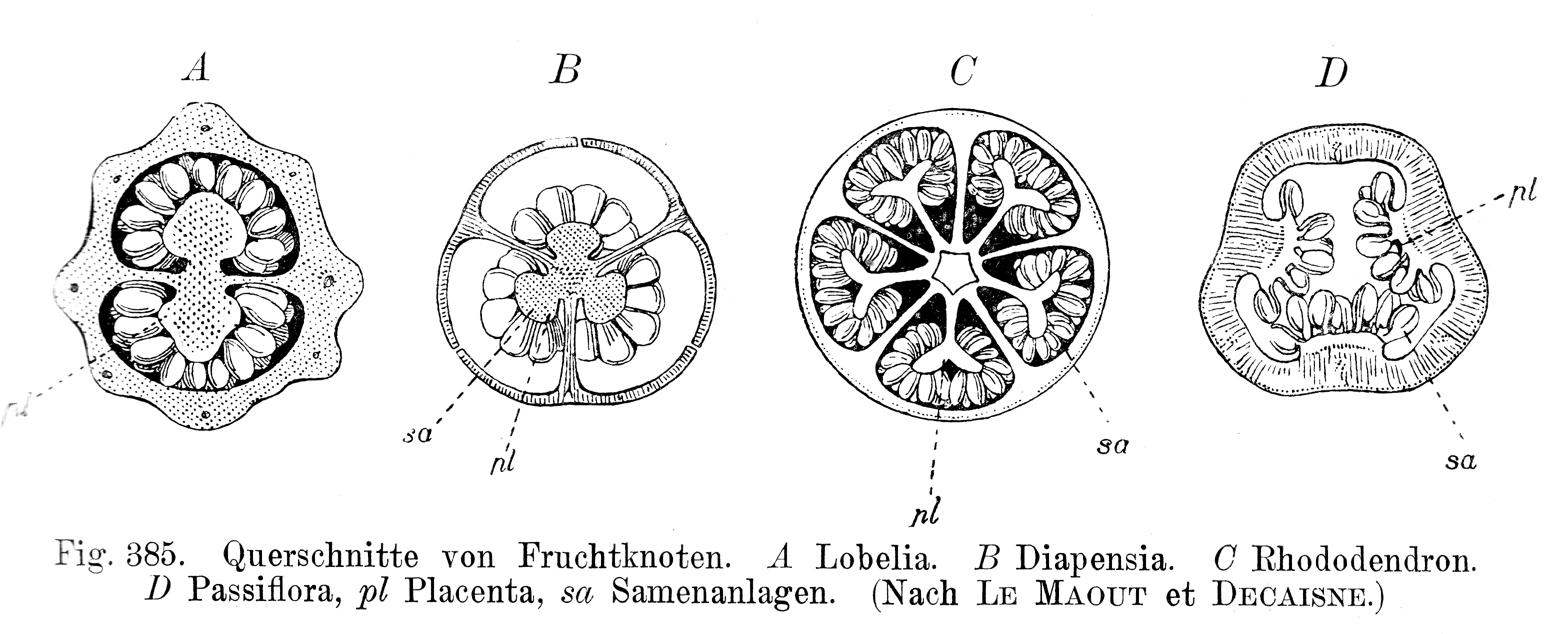
Placentazione ascellare in un gineceo bicarpellare (A), tricarpellare (B) e pentacarpellare (C). Placentazione parietale nella Passiflora (D)

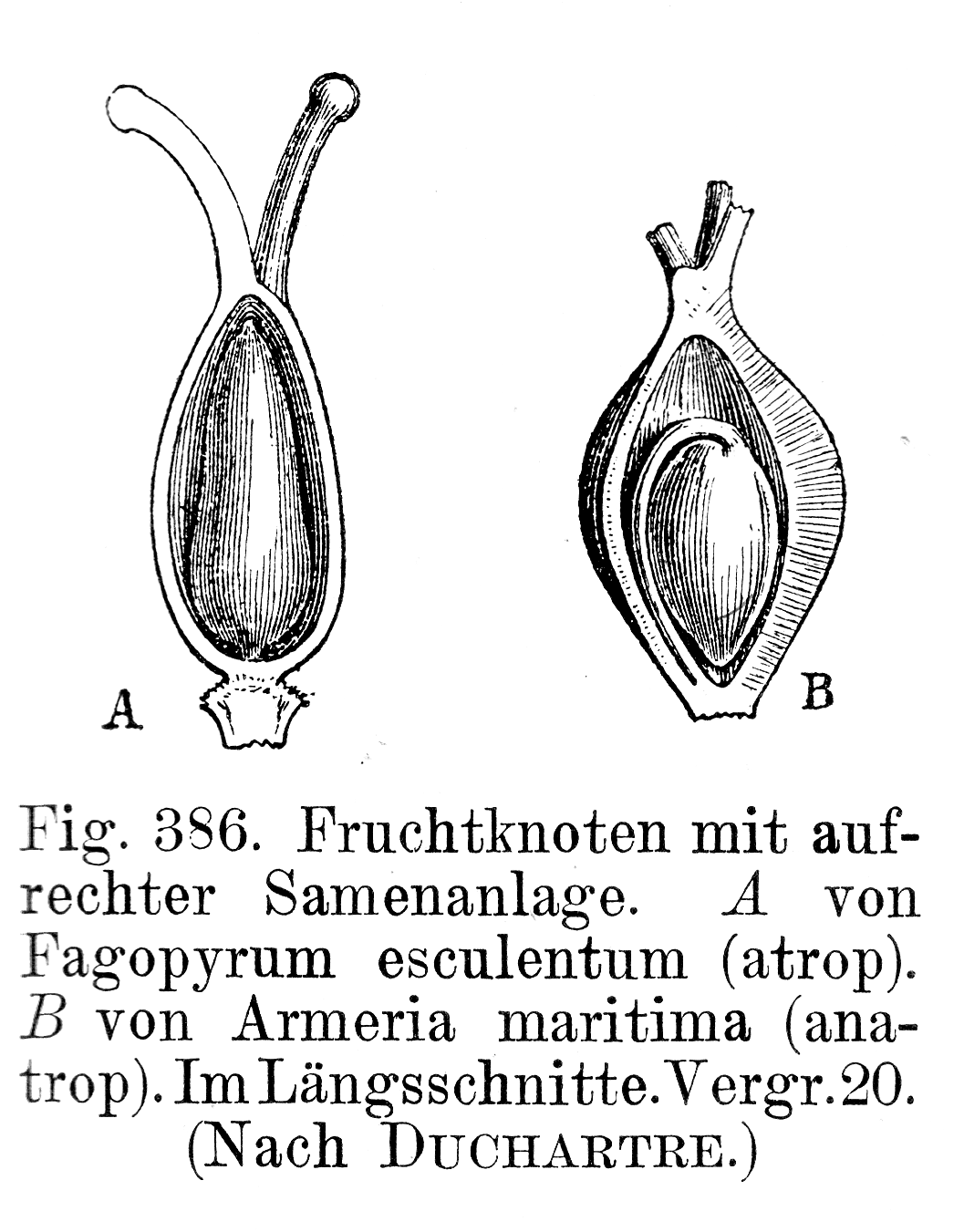
Placentazione basale nella Fagopyrum esculentum (A) e Armeria maritima (B)

- Placentazione marginale: è propria del gineceo unicarpellare (Leguminose) o dialicarpellare (Magnoliacee, Ranunculacee). Ogni carpello ha una sola placenta che corrisponde alla zona di saldadura della foglia carpellare.

- Placentazione parietale: si viene a realizzare nel gineceo, formata da due o più carpelli saldati ai bordi, formanti una sola cavità nell'ovario, dimodoché ogni placenta corrisponde ai bordi di due foglie carpellari contigue. Alcune delle famiglie che presentano questo tipo di placentazione sono: Orchidee, Violacee, Passifloracee e Cucurbitacee. In certi generi si formano falsi divisori sopra la parete dell'ovario aumentando la superficie placentale: è la cosiddetta placentazione laminare, tipica del genere Papavero. Nelle crucifere (Brassicaceae) l'ovario consta di due carpelli uniti ai bordi che delimiterebbero quindi una sola cavità. Nonostante ciò, tra le due suture si sviluppa un tramezzo membranoso chiamato replum, il quale separa la cavità in due loculi. Gli ovuli si dispongono in entrambi i fianchi, in due serie per ogni carpello. Una variante di questo tipo di placentazione, difficile da interpretare tramite il mero esame dell'ovario, è quella delle Graminee (Poaceae). In queste specie l'ovario è bicarpellare, uniloculare e uniseminato. La posizione dell'ovulo è laterale, come si deduce dalla posizione del filo, e la placentazione è, di conseguenza, parietale.

- Placentazione ascellare. Succede nel gineceo formato da due o più carpelli saldati dove ognuno porta la placenta nell'angolo centrale, in modo che le suture placentali formino una colonna dentro l'ovario. Gli ovuli di ogni loculo si trovano così isolate da quelli vicini tramite i divisori carpellari. Questo tipo de placentazione è quella che si trova nella Solanum, Citrus, Liliacee, Iridacee, e molte altre.

- Placentazione centrale. Il gineceo uniloculare è formato da due o più carpelli uniti e gli ovuli sono fissi sopra una colonna centrale e senza divisori con la parete dell'ovario. Questa colonna può essere un prolungamento basale della placenta, come nelle Primulacee, o è l'insieme di placente unite che persistono dopo la dissoluzione dei divisori, come nelle Cariofillacee.

- Placentazione basale. Questo tipo di placentazione si verifica nelle specie con gineceo pluricarpellare e uniloculare. L'ovulo si dispone nel centro basale della cavità dell'ovario. È tipico delle famiglie delle Poligonacee, Chenopodiacee e Composite (Asteraceae)

## Fonti
- (ES)  Dimitri, M. 1987. Enciclopedia Argentina di Agricoltura e Giardinaggio. Tomo I. Descrizione di piante coltivate. Editorial ACME S.A.C.I., Buenos Aires.